# Hertog Hendriklaan 17 (Baarn)
De villa aan de Hertog Hendriklaan 17 is een gemeentelijk monument in Baarn in de provincie Utrecht. Het huis staat in het Wilhelminapark dat onderdeel is van  rijksbeschermd dorpsgezicht Prins Hendrikpark e.o.

## Oorsprong
Deze villa is rond 1910 gebouwd en is vrijwel identiek aan de villa aan de Hertog Hendriklaan 1. Beide villa's bestaan uit een eclectische stijlmengeling met overwegend elementen uit de neorenaissance en enkele elementen ontleend aan de jugendstil. De villa's hebben beide twee gevels die naar twee verschillende straten staan gericht. Nummer 17 staat zowel gericht op de Amsterdamsestraatweg als op de Hertog Henddriklaan. Nummer 1 staat gericht op zowel de Wilhelminalaan als op de Hertog Hendriklaan.
Deze villa heeft een dubbele oprijlaan, beide uitkomend aan de Hertog Hendriklaan. De tuin is hier omgeven met een (nog origineel) rondbooghek met twee paar hekstaanders.